# Campeonato Europeo de Halterofilia de 1982
El LXI Campeonato Europeo de Halterofilia se celebró en Liubliana (Yugoslavia) entre el 18 y el 26 de septiembre de 1982 bajo la organización de la Federación Europea de Halterofilia (EWF) y la Federación Yugoslava de Halterofilia.
El evento fue realizado en el LVI Campeonato Mundial de Halterofilia. Los tres mejores halterófilos europeos de cada categoría recibieron las correspondientes medallas.

## Medallistas
| Evento  | Oro                               | Plata                            | Bronce                                 |
| ------- | --------------------------------- | -------------------------------- | -------------------------------------- |
| 52 kg   | Stefan Leletko · Polonia · 250,0  | Yenia Sarandaliev Bulgaria 245,0 | Jacek Gutowski · Polonia · 245,0       |
| 56 kg   | Anton Kodzhabashev Bulgaria 280,0 | Oksen Mirzoyan URSS 272,5        | Tadeusz Golik · Polonia · 270,0        |
| 60 kg   | Yurik Sarkisian URSS 302,5        | Andreas Behm RDA 300,0           | Wiesław Pawluk · Polonia · 285,0       |
| 67,5 kg | Piotr Mandra · Polonia · 325,0    | Virgil Dociu Rumania 310,0       | Gregor Bialowas · Austria · 292,5      |
| 75 kg   | Yanko Rusev Bulgaria 365,0        | Mincho Pashov Bulgaria 357,5     | Vladimir Mijaliov URSS 345,0           |
| 82,5 kg | Asen Zlatev Bulgaria 400,0        | Alexandr Pervi URSS 392,5        | Bertalan Mandzák · Hungría · 350,0     |
| 90 kg   | Blagoi Blagoev Bulgaria 415,0     | Yurik Vardanian URSS 395,0       | Frank Mantek RDA 377,5                 |
| 100 kg  | Viktor Sots URSS 422,5            | Yuri Zajarevich URSS 420,0       | Bruno Matykiewicz Checoslovaquia 397,5 |
| 110 kg  | Serguei Arakelov URSS 427,5       | Viacheslav Klokov URSS 427,5     | Anton Baraniak Checoslovaquia 405,0    |
| +110 kg | Anatoli Pisarenko URSS 445,0      | Antonio Krastev Bulgaria 442,0   | Bohuslav Braum Checoslovaquia 420,0    |

1. 1 2 3  Arrancada (kg) + dos tiempos (kg) = total olímpico (kg).

## Medallero
| Núm. | País           | Oro | Plata | Bronce | Total |
| ---- | -------------- | --- | ----- | ------ | ----- |
| 1    | URSS           | 4   | 5     | 1      | 10    |
| 2    | Bulgaria       | 4   | 3     | 0      | 7     |
| 3    | Polonia        | 2   | 0     | 3      | 5     |
| 4    | RDA            | 0   | 1     | 1      | 2     |
| 5    | Rumania        | 0   | 1     | 0      | 1     |
| 6    | Checoslovaquia | 0   | 0     | 3      | 3     |
| 7    | Austria        | 0   | 0     | 1      | 1     |
| 7    | Hungría        | 0   | 0     | 1      | 1     |
|      | TOTAL          | 10  | 10    | 10     | 30    |